# صموئيل ر. غروس
صموئيل ر. غروس (بالإنجليزية: Samuel R. Gross)‏ هو عالم قانوني أمريكي، ولد في 1946.